# William Craven, 1. Earl of Craven (1770–1825)

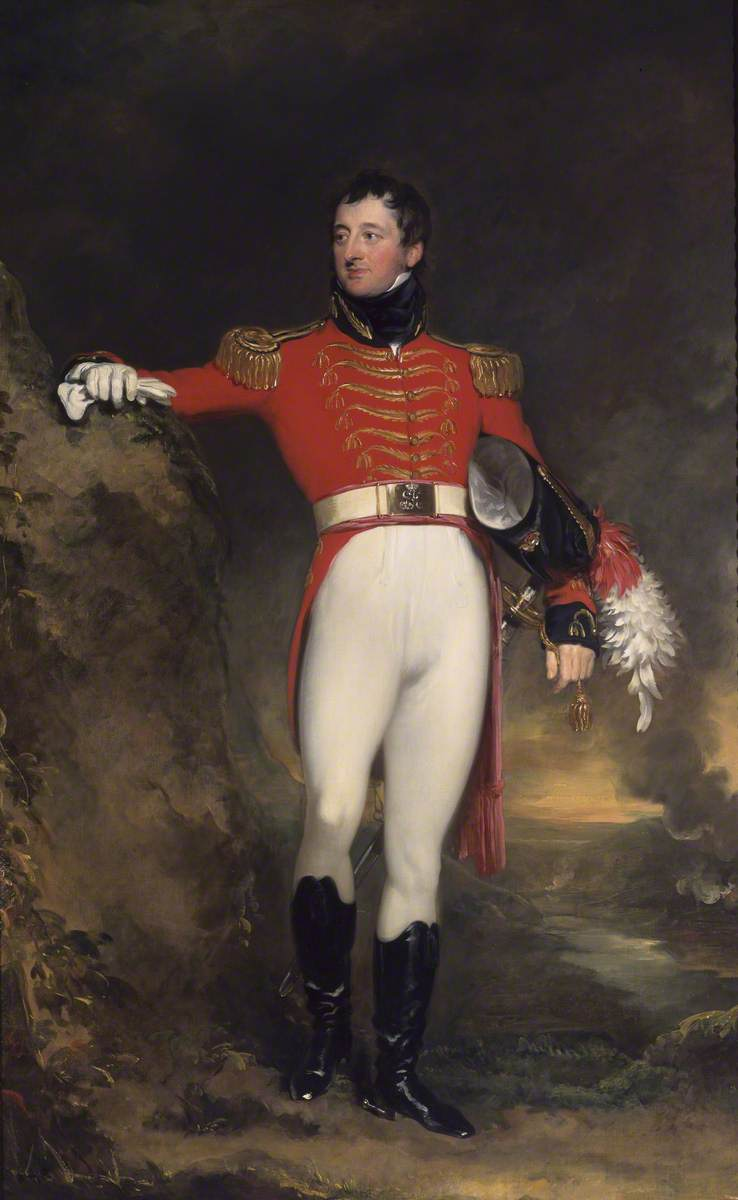
William Craven, 1. Earl of Craven, um 1815

William Craven, 1. Earl of Craven (* 1. September 1770 in London; † 30. Juli 1825 in Cowes, Isle of Wight) war ein britischer Peer, General und Politiker.

## Leben
William Craven war der älteste Sohn des William Craven, 6. Baron Craven (1738–1791) aus dessen Ehe mit Lady Elizabeth Berkeley († 1828), Tochter des 4. Earl of Berkeley. Er besuchte von 1781 bis 1786 das Eton College und trat anschließend als Offizier in das Milizinfanterieregiment von Berkshire ein. Beim Tod seines Vaters erbte er 1791 dessen Adelstitel als 7. Baron Craven, wodurch er Mitglied des House of Lords wurde. Im Parlament setze er sich unter anderem gegen die Katholikenemanzipation ein.
Nach Ausbruch der Koalitionskriege wechselte er 1793 als Lieutenant-Colonel des 84th Regiment of Foot zur regulären British Army. Er nahm 1794 am Feldzug in Flandern teil und wechselte 1794 als Lieutenant-Colonel zum 3rd Regiment of Foot und wurde dort 1798 in den Brevet-Rang eines Colonels befördert. 1799 wechselte er als Lieutenant-Colonel zum 40th Regiment of Foot. Von 1798 bis 1805 amtierte er auch als Aide-de-camp für König Georg III. In Anerkennung seiner Verdienste wurde er am 18. Juni 1801 zum Earl of Craven und Viscount Uffington, of Uffington in the County of Berkshire, erhoben. Von 1803 bis 1814 amtierte er als Colonel des 9th Battalion of Reserves. 1805 wurde er zum Major-General und 1811 zum Lieutenant-General und schließlich im Mai 1825 zum General befördert. 1811 erhielt er auch das Amt des Recorder von Coventry und 1819 das des Lord Lieutenant von Berkshire between 1819 and 1825.
1815 bewirtete er den Prinzregenten Georg (IV.) in seinem Familiensitz Combe Abbey.
Er starb am 30. Juli 1825 im Alter von 54 Jahren an rheumatischer Gicht und wurde in der 1773 von seinem Vater gestifteten Kirche St. Bartholomew’s in Binley, einem Vorort von Coventry, bestattet.

## Ehe und Nachkommen
Am 12. Dezember 1807 heiratete er in London die bekannte Schauspielerin Louisa Brunton (1785–1860). Mit ihr hatte er drei Söhne und eine Tochter:
- William Craven, 2. Earl of Craven (1809–1866), ⚭ 1835 Lady Emily Mary Grimston (1815–1901), Tochter des 1. Earl of Verulam;
- Hon. George Augustus Craven (1810–1836), ⚭ 1833 Georgina Smythe;
- Hon. Frederick Keppel Craven (1812–1864);
- Lady Louisa Elizabeth († 1858), ⚭ (1) 1840 Sir George Frederic Johnstone, 7. Baronet, ⚭ (2) 1844 Alexander Oswald, MP.